# Trioza megacerca
Trioza megacerca är en insektsart som beskrevs av Burckhardt 1983. Trioza megacerca ingår i släktet Trioza och familjen spetsbladloppor. Inga underarter finns listade i Catalogue of Life.